# Formation de Majiacun
La formation de Majiacun est une formation géologique allant du Santonien au Coniacien en Chine. Des restes de dinosaures font partie des fossiles qui en ont été récupérés.

## Paléofaune

### Fossiles d'êtres vivants
- Bactrosaurus[2] (restes initialement connus sous le nom de Bakesaurus[3],[4])
- Mosaiceratops azumai[5]
- Xixiasaurus henanensis[6]
- Xixianykus zhangi[7]
- Yunxianosaurus hubeinensis (en)[8],[3]
- Zhanghenglong yangchengensis[9]
- Théropode indet. (Allosauroidea ou Abelisauridae indet.?[10];  d'abord attribué à un Baryonychinae indet.[11])

### Œufs fossiles
- Dendroolithus sanlimiaoensis[12]
- Prismatoolithus gebiensis[13]
- Ovaloolithus sp.[14]
- Spheroolithus sp.[12],[14]
- Nanyangosaurus zhugeii[14]
- Youngoolithus xiaguanensis[14]

### Ichnofossiles
- Scoyenia sp.[12]